# 北里大学東病院
北里大学東病院（きたさとだいがくひがしびょういん、英語: Kitasato University East Hospital）は、神奈川県相模原市にあった医療機関。学校法人北里研究所が運営する病院で、北里大学病院の東に位置していた。2020年3月に精神科、リハビリテーション科、小児科の一部の北里大学病院移転に伴い閉院した。
2020年（令和2年）5月20日、神奈川県庁と相模原市は記者会見を開き、新型コロナウイルスの中等症の患者を受け入れる「重点医療機関」に同院が既に指定済みであり、新型コロナウイルス専門病院として再開院することを明らかにした。

## 沿革
- 1986年（昭和61年）4月 - 開院
- 2020年（令和2年）
  - 3月31日 - 北里大学病院への機能移転・統合で閉院[2]。
  - 5月18日 - 新型コロナウイルス専用病院として再活用されることが決定された[3]。

## 診療科

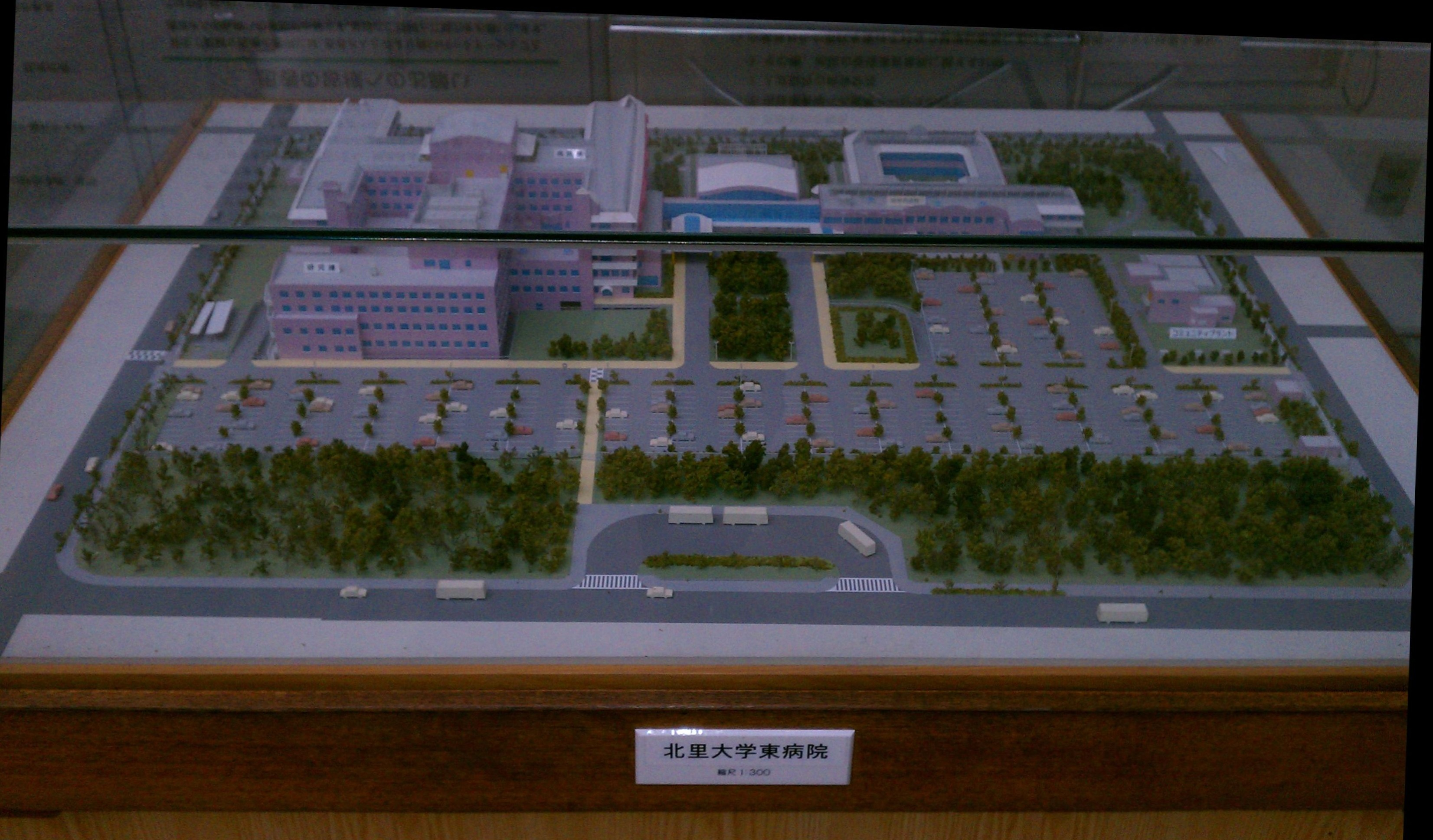
北里大学東病院1/300模型

- 神経内科（神経内科疾患・神経難病センター）
- 神経耳科（めまいセンター）
- 精神神経科（精神神経疾患治療センター、認知症センター）
- 放射線診断科
- 循環器内科（心臓二次予防センター）
- 臨床検査部
- セカンドオピニオン外来
- 在宅・緩和支援センター
- 小児在宅支援センター
- リハビリテーションセンター
- 健康科学センター（人間ドック）

## 医療機関の指定等
- 保険医療機関
- 労災保険指定医療機関
- 指定自立支援医療機関（更生医療・育成医療・精神通院医療）
- 身体障害者福祉法指定医の配置されている医療機関
- 精神保健及び精神障害者福祉に関する法律に基づく指定病院・応急入院指定病院
- 精神保健指定医の配置されている医療機関
- 生活保護法指定医療機関
- 医療保護施設
- 結核指定医療機関
- 戦傷病者特別援護法指定医療機関
- 原子爆弾被爆者一般疾病医療取扱医療機関
- 臨床研修指定病院
- 特定疾患治療研究事業委託医療機関
- 依存症専門医療機関
- 地域型認知症疾患医療センター

## 交通アクセス
- 小田急小田原線相模大野駅・小田急相模原駅
- JR横浜線古淵駅・相模原駅
- JR相模線原当麻駅・上溝駅

より、神奈川中央交通バスで「麻溝台入口（旧・北里東病院）」停留所下車、徒歩1分。